# برنردینا ۶۲۹

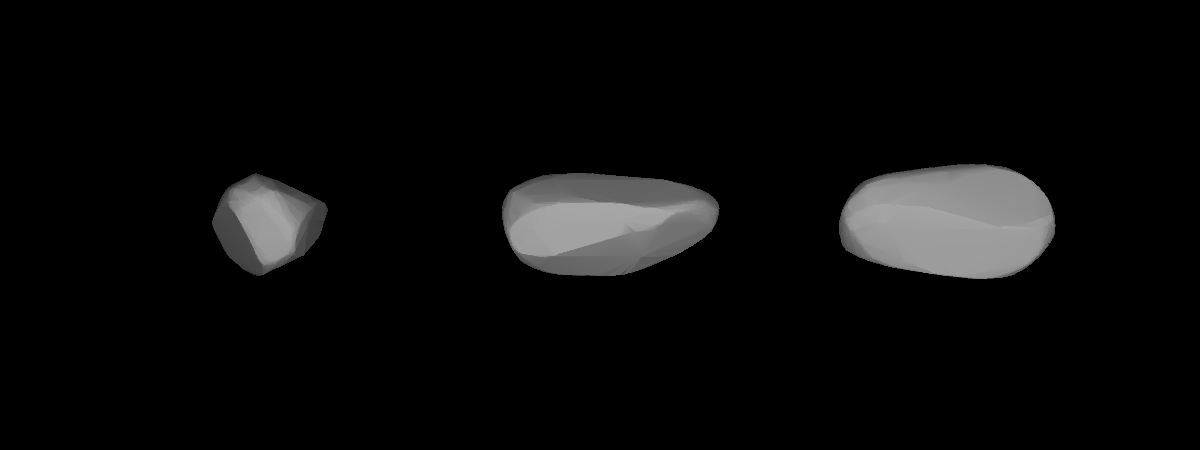
مدل سه‌بُعدی سیارک برنردینا ۶۲۹ بر اساس منحنی نور آن

سیارک ۶۲۹ (به انگلیسی: 629 Bernardina، نامگذاری:1907XU) ششصد و بیست و نهمین سیارک کشف شده‌است که در ۷ مارس ۱۹۰۷ و در هایدلبرگ کشف شد.
قدر مطلق سیارک برابر ۹٫۹۰ است.